# کارستن رامپ
کارستن رامپ (انگلیسی: Carsten Rump؛ زادهٔ ۳۱ مارس ۱۹۸۱) بازیکن فوتبال اهل آلمان است.
از باشگاه‌هایی که در آن بازی کرده‌است می‌توان به باشگاه فوتبال آرمینیا بیله‌فلد اشاره کرد.